# 最强男神
《最强男神》（英語：The Strongest Men Of God），2018年中国偶像剧，本剧改编自蝶之灵的同名小说，由张思帆、张新成、叶筱玮、郭威、是之、崔宝月、肖丰震领衔主演，优酷视频于2018年1月5日首播。

## 播出时间
| 频道     | 所在地   | 播映日期     | 播出时间            | 备注 |
| -------- | -------- | ------------ | ------------------- | ---- |
| 优酷视频 | 中国大陆 | 2018年1月5日 | 每周日12：00更新1集 |      |

## 演员列表

### 主要演员
| 演員   | 角色   | 介紹 |
| 张思帆 | 刘川   | 龙吟战队队长。性格内方外圆，表面上大大咧咧，有着“刘邦式领袖”的处世方式，他可以将昔日的对手纳入自己的麾下，也可以和对自己恨之入骨的对手称兄道弟。自幼喜欢读书，偏好文科，言谈间喜欢引经据典。身世一流但不张扬，喜欢低调的奢华，坚信人活着价值在于成就一番事业。                                       |
| 张新成 | 吴泽文 | 物理系出名的学霸。是个推理小说、猜谜游戏爱好者，有着超强的逻辑性和推理能力。个性保守稳重、冷静坚强、认真、爱钻研。钢琴水平达到演奏级，拥有令人望尘莫及的高手速。同时，是一个精打细算的理财高手“小财迷”。在龙吟战队一切步入正轨以后，吴泽文以他的智慧与谋略成为了刘川的左膀右臂。                     |
| 叶筱玮 | 黎辉   | 华夏战队总经理。在做事及人际交往中目的性极强，解决问题时善用策略，在面对竞争和低潮时冷静稳重，具有超乎常人的心智。他的个性张扬，打扮得体有魅力，总以自我为中心，牢牢掌握话语权，是个张扬的阴谋家。                                                                                                   |
| 郭威   | 秦夜   | 龙吟三神之一，专业“背锅侠”，是忠贞果决的战队卫士。由于父母早逝的童年经历，秦夜为人孤傲、言辞犀利、不易亲近。秦夜佩服刘川的为人和谋略，甘心作他的武将，期间为刘川私底下摆平了多次黑道儿战队的暗算。后期秦夜在队友李想的诸多“关爱”中，被他的热情与积极向上的精神感染，性格上有所转变。                 |
| 是之   | 蓝未然 | 曾是落花辞战队创始人，后来加入龙吟战队担任副队长。任大学美术老师，爱好是睡觉和画画，是位慵懒忧郁的电竞艺术家。温吞平和却是一个出色的战略参谋，对游戏的理解和对比赛阅读和战术的设定令人佩服。蓝未然经过蓝爸爸去世的打击之后呈现一种赎罪倾向，他否定自己，否定游戏。                                   |
| 崔宝月 | 江雪   | 学生会副主席及班长，勇敢与自信兼容，美貌与智慧并存，看似软妹子实则还侧漏着侠女气质，堪称为“全能女神”。当得知刘川在校组建战队时，江雪超强使命感爆发，为不让更多同学“误入歧途”便以学生会的名义出面阻止刘川，互不认输的两人最后却成为好挚友，江雪也因才智过人被邀请加入龙吟战队，并成为领队兼超级管家。 |
| 肖丰震 | 李想   | 龙吟战队开心果，性格真诚爽朗。为人大方热情、交际能力很强，爱交朋友，爱帮助人，是个“上赶着的活雷锋”。但有时神经有些大条，直言直语，不懂察言观色，容易意气用事。平时做事有些马虎，但认真起来会钻研到底很有韧性，相信勤能补拙。李想是个典型的暖男，十分爱做家务，对于做饭、收拾屋子等事情很有一套。     |

### 其他演员
| 演員   | 角色   | 介紹 |
| 柏程俊 | 徐策   | 典型的富二代，父母常年忙生意把他送去了英国读书，在此期间他养成了行为乖张、我行我素的性格。他不相信人与人之间的关联和感情，遇到问题有担当，但解决问题的方式是负面的，对待真正的朋友很重情义。在战队中起初因为偏激惹了不少麻烦，但后来逐渐理解了团结的精神，并融入战队共同努力。                 |
| 张琳艺 | 周沐   | 电竞团女组合国色队队长。梦想能够成为让男一“川神”看得起的人而努力建团队打比赛。外表看着很妩媚，历经挫折却不愿认输的女强人。最终虽然输给了“川神”，也为川神最后赢得了比赛感到激动和开心。 |
| 赵思   | 林桐   | 爽朗、直率、性格冷静，有着一套自己主见和看待世界的方式，十分珍惜朋友，不能容忍别人欺负和伤害自己的朋友。加入龙吟战队而获得认可实现了自己的价值凭借自己的刻苦和努力而成为了优秀的电竞选手。 |
| 朱昱衡 | 余向阳 | 平时大大咧咧，整天一脸笑容。面对年长者很有礼貌。通关了数百款游戏，其中囊括了游戏的所有类型，是当之无愧的“游戏小百科”。在龙吟战队深受大家喜爱，对各种英雄的适应能力使其成为战队的秘密武器，能在关键时刻出奇制胜。                                                                               |
| 宋奕星 | 刘晓檬 | 古灵精怪，心地善良，大大咧咧。被黎辉猛烈而又直接的追求所打动，陷入他设计的爱情圈套中。当黎辉的阴谋被拆穿，刘晓檬的爱情理想也随之湮灭，不过她选择了原谅。这场阴谋爱情让她摆脱天真走向了成熟。                                                                                                   |
| 赵艺涵 | 余心   | 正阳集团董事长杨秋宁秘书，高级白领。利索短发，通勤职业装，性格争强好胜，野心勃勃。办公能力极强，做事滴水不漏。 |
| 姚宇   | 方之延 | 雪狼战队队长，不苟言笑，缺乏安全感，沉稳干练，能隐忍，对待唯一信赖的队员，内心则很柔软。方之延与队友筹办了一家刺青工作室，并在各自的右手手背上纹上了一只带有蝎尾的狼。 |
| 朱俞衡 | 江少顷 | 从小便懂事而贴心，做事情从不逾矩，谨慎小心，生怕惹出麻烦。性格冷静、不骄不躁，对朋友有求必应，善为他人着想，习惯站在他人角度考虑问题，相信每个人都是善良的。积极向上，正能量满满，是个坚持不懈追求梦想的有志青年。关乎游戏竞技，就会变得很执拗很严肃很认真，非常刻苦努力，无奈资质平平。       |
| 初叁   | 杨剑   | 刘川表弟，也是刘川阴影下的男人。杨剑是家中最小的孩子，从小就被家长拿来和优秀的哥哥刘川做比较，一心抱着比刘川还要强大的心理，反而失去了自我，一直不择手段的想要超越刘川。但最终，开始幡悟每个人都是独一无二的，不是任何人的复制品，终于放下了要超越刘川的执念。                                 |
| 邵帅   | 齐峰   | 国内顶尖战队烽火战队队长，刘川赛场上的死敌。中二，阴阳怪气，毒蛇孤僻。比赛中不择手段，能够迅速找到对方弱点，进而进行致命攻击。 |
| 何静芳 | 许欣然 | 作为家中的幼女，在爱中长大。高中时喜欢上 Cosplay，大学后慢慢地喜欢上电竞。在一次观看电竞比赛中，许欣然看到了秦夜出色的比赛，开始仰慕秦夜。为了能待在秦夜的身边，开始苦练电竞。双重性格，生活中内向、害羞，经常脸红，不太敢表达自己的意见，对任何人都很温柔、顺服，像邻家小妹一般惹人怜爱。     |
| 王嘉   | 肖思敬 | 金融学硕士，顶尖职业高手，后成为全国七星草全国俱乐部经理。热情阳光型男、爱憎分明、沉稳干练、执著、不拘小节、果敢，在所有人的眼中他就如同一轮太阳一般耀眼夺目，本身具有亲和力和外露的霸气，为人喜欢光明磊落，对于原则性问题绝不退让，自尊心极强，是个升级版项羽，唯一能够带给刘川压迫感的男人。 |
| 叶思伟 | 叶辰希 | 蓝未然徒弟，落花辞战队队长。外表人畜无害、亲切温和，实则心机颇深、步步为营，阴沉狠毒，具有极强的功利心和虚荣心。蓝未然离开落花辞战队，叶辰希年纪轻轻挑起队长职务，将濒临分崩离析的落花辞战队起死回生。                                                                                         |
| 向昊   | 梁海滨 | 华夏战队后期队长。最初梁海滨看起来很普通、存在感很弱，可他私下持续不断练习，突然有一天人们发现他进步神速，这让全队上下对他刮目相看，在刘川离开华夏战队后，成为新任队长。在体会到权利的美好后，梁海滨的欲望逐渐膨胀，他谋划着干掉黎辉，成为黎辉之后第一大反派。                                 |